# 富蘭克林·帕拉
富蘭克林·帕拉（西班牙語：Franklin Parra，1971年7月8日—）為多明尼加棒球選手，曾經來台效力於中華職棒中信鯨一年，中文登錄名為「百樂」，守備位置為游擊手。

## 職棒生涯成績

### 中華職棒
- (粗黑體字為該年度最佳或最高成績)

| 年度 | 球隊   | 出賽 | 打數 | 安打 | 全壘打 | 打點 | 得分 | 盜壘 | 四死 | 被三振 | 壘打數 | 雙殺打 | 打擊率 | 上壘率 | 長打率 | 整體攻擊指數 |
| ---- | ------ | ---- | ---- | ---- | ------ | ---- | ---- | ---- | ---- | ------ | ------ | ------ | ------ | ------ | ------ | ------------ |
| 1999 | 和信鯨 | 90   | 367  | 111  | 11     | 41   | 60   | 34   | 31   | 71     | 170    | 5      | 0.302  | 0.356  | 0.463  | 0.819        |
| 合計 | 1年    | 90   | 367  | 111  | 11     | 41   | 60   | 34   | 31   | 71     | 170    | 5      | 0.302  | 0.356  | 0.463  | 0.819        |

## 個人年表
- 1999年3月16日：於台北棒球場面對三商虎，為個人第一次在中華職棒出賽，並繳出兩支安打及兩次三振的成績。
- 1999年3月17日：於台北棒球場面對三商虎利多轟出個人在中華職棒的第一支全壘打。
- 1999年6月18日：於嘉義棒球場面對味全龍陶德轟出個人在中華職棒的第一支滿貫全壘打。
- 1999年6月19日：於嘉義棒球場面對味全龍強龍轟出個人在中華職棒的第一支場內全壘打。

## 外部連結
- 富蘭克林·帕拉在中華職棒
- 富蘭克林·帕拉在Baseball-Reference.com（小聯盟以及海外聯盟）（英语）

| 前任： 怪力男 | 中華職棒安打王 1999年 | 繼任： 黃忠義 |